# Bitka pri Fort Anne
Bitka za utrdbo Anne, ki se je zgodila 8. julija 1777, je bila spopad med silami kontinentalne vojske, ki so se umikale iz utrdbe Ticonderoga pred prednjimi enotami veliko večje britanske armade John Burgoynea, ki jih je pregnal iz Ticonderoge na začetku kampanje pri Saratogi ameriške revolucionarne vojne.
Burgoyne, presenečen nad umikom Američanov iz utrdbe Ticonderoga, je čim več svojih čet pognal naprej, da bi zasledoval umikajoče se Američane. Glavnina ameriških sil je odšla iz Fort Independence (Vermont) po cesti proti Hubbardton, Vermont, manjša skupina vojakov, ki je spremljala bolne, ranjene in spremljevalce tabora, ki so prav tako evakuirali trdnjavo, pa je odplula po jezeru Champlain do Whitehall (vas), New York, od tam pa se je po kopnem premaknila do trdnjave Edward. Ta skupina, ki je vključevala približno 600 oboroženih mož, se je ustavila v Fort Ann (vas), New York, kjer jih je dohitela manjša predhodna četa Burgoyneove vojske. Britanci, ki so bili očitno v manjšini, so poslali po okrepitve. Američani so se odločili za napad, dokler so imeli številčno prednost, in jim je uspelo skoraj obkoliti britanski položaj približno tri četrt milje (1 km) severno od trdnjave. Američani so se umaknili nazaj v trdnjavo, ko so vojni kriki nakazovali prihod britanskih okrepitev. Čeprav je bila to zvijača (okrepitve so bile le en častnik), je to rešilo britanske sile pred verjetnim ujetjem. Kmalu je po cesti prišlo še več Burgoyneove vojske in Američane prisililo k umiku iz utrdbe Fort Anne v utrdbo Fort Edward.
Trdi se, da je bila v utrdbi Fort Anne izobešena zastava, ki je morda bila prvi primer ameriške zastave, sestavljene iz zvezd in črt; trditev ni dokazana in verjetno napačna.